# 巡弋飛彈 (電影)
《巡弋飛彈》（英語：Never Say Never Again）是一部在1983年上映的英國動作片，非由米高梅製作的007系列電影。

## 故事大綱
英國秘密情报局的007情報員龐德（史恩·康納萊飾）憑著非凡的身手與武器，屢次完成重大任務。但在軍情六處人事調動改朝換代之後，龐德不再受到重用，被迫休假。 就在此時，二枚巡弋飛彈被魔鬼黨偷走，並藉此勒索贖金，危機迫在眉梢，英國只能再度派出頂尖的龐德出馬，奪回飛彈...

## 製作花絮
本片因為版權問題，前前後後打了不少官司，最後本片由華納兄弟出資拍攝，將1965年上映的《霹靂彈》的劇情為藍本重新拍攝，並且重金要求史恩·康納萊再度扮演007。同年米高梅製片，羅傑·摩爾主演的正宗007電影第13作《八爪女》上映，就此形成了打對台的狀況，票房成績最後還是被《八爪女》超越。

## 主演
- 詹姆斯·龐德：史恩·康納萊
- 艾利米奧·拉果：克勞斯·馬利亞·布朗道爾
- 恩斯特·布洛費：麥斯·馮·西度
- 多明諾：金·貝辛格
- 費歐納·沃比：芭芭拉·卡勒拉
- 菲力克斯·萊特：伯尼·凱西
- Nigel Small-Fawcett：羅溫·艾金森
- M：愛德華·福克斯
- Q：艾利克·麥考文
- 錢班霓小姐：帕梅拉·薩利姆

## 主題曲
- 拉妮·海爾（Lani Hall）

「Never Say Never Again」

## 外部連結
- 互联网电影数据库（IMDb）上《巡弋飛彈》的资料（英文）
- 爛番茄上《巡弋飛彈》的資料（英文）
- 豆瓣电影上《巡弋飛彈》的資料 （简体中文）
- Box Office Mojo上《巡弋飛彈》的資料（英文）
- AllMovie上《巡弋飛彈》的资料（英文）